# 1939 no teatro

## Nascimentos
| Data           | Nome              | Profissão                   | Nacionalidade  | Observações                                    | Ref   |
| -------------- | ----------------- | --------------------------- | -------------- | ---------------------------------------------- | ----- |
| 3 de março     | Ariane Mnouchkine | diretora de teatro e cinema | França         |                                                |       |
| 22 de Abril    | Sérgio Mamberti   | ator                        | Brasil         |                                                |       |
| 25 de maio     | Ian McKellen      | ator                        | Inglaterra     |                                                |       |
| 25 de maio     | Dixie Carter      | atriz                       | Estados Unidos | m. 2010                                        |       |
| 27 de maio     | Hugo Rodas        | diretor de teatro           | Uruguai        |                                                |       |
| 29 de maio     | Emílio di Biasi   | ator e diretor de teatro    | Brasil         |                                                |       |
| 21 de junho    | Roberto Villani   | autor e diretor de teatro   | Brasil         |                                                |       |
| 6 de Julho     | Thelma Reston     | atriz                       | Brasil         |                                                |       |
| 2 de Outubro   | Norma Blum        | atriz                       | Brasil         |                                                |       |
| 23 de Novembro | Maria Gladys      | atriz                       | Brasil         |                                                |       |
| 27 de novembro | Pedro Pinheiro    | ator                        | Portugal       | m. 2008 Grande Prémio de Teatro Português 2000 | [ 1 ] |
| 29 de novembro | Abdelmajid Lakhal | ator e director de teatro   | Tunísia        |                                                |       |

## Mortes
| Data | Nome | Profissão | Nacionalidade | Observações | Ref |
| ---- | ---- | --------- | ------------- | ----------- | --- |